# بوليت فور ماي فالنتاين (فرقة موسيقية)
بوليت فور ماي فالنتاين (بالإنجليزية: Bullet for My Valentine)‏ هي فرقة ويلزية لموسيقى الميتال الثقيل تشكلت في عام 1998 في بلدة بريدجند في ويلز. وتتألف الفرقة حاليًا من ماثيو توك كمغني رئيسي وعازف جيتار إيقاعي، ومايكل باجيت كعازف جيتار رئيسي ومغني مساعد، وجاسون بولد كعازف طبل، وجيمي ماتياس كعازف بيس جيتار. ومن بين الأعضاء السابقين للفرقة مايكل توماس، وجيسون جيمس، ونيك كراندل الذي كان عازفًا للبيس جيتار.
تكونت الفرقة في البداية تحت اسم «جيف كيلد جون» وبدأت مسيرتها الموسيقية من خلال إعادة عزف أغاني فرقة ميتاليكا، وفرقة نيرفانا. سجلت فرقة جيف كيلد جون ست أغنيات لم يتم إصدارها. ثم إعادت صياغة اثنين من هذه الأغنيات لاحقًا خلال مسيرتها الموسيقية بعد أن تحولت لبوليت فور ماي فالنتاين. أدى تغيير أسلوبهم عن الأسلوب الذي بدأت به فرقة جيف كيلد جون بالفرقة إلى تغيير اسمها. تعاقدت الفرقة في عام 2002 على تسجيل خمسة ألبومات مع شركة سوني بي إم جي. وصرحت الفرقة أن موسيقاهم متأثرة بأعمال موسيقى الميتال الكلاسيكية مثل أعمال فرقة ميتاليكا، وفرقة أيرن ميدن، وفرقة سلير. أصبحة الفرقة جزءًا من المشهد الموسيقي في مدينة كارديف في ويلز.
صدر ألبوم الفرقة الأول بعنوان «السم» في 3 أكتوبر 2005 في المملكة المتحدة، ثم صدر في 14 فبراير 2006 في الولايات المتحدة الأمريكية بالتزامن مع عيد الحب، في إشارة إلى اسم الفرقة. دخل الألبوم في قائمة منصة بيلبورد الأمريكية، وحل في المرتبة 128. وقد حصل على الدرع الذهبي من جمعية صناعة التسجيلات الأمريكية. ظهرت الفرقة في مهرجان داونلود ومهرجان كيرانج الخامس والعشرون، وقامت بجولة حفلات في الولايات المتحدة الأمريكية بمشاركة المغني الأمريكي روب زومبي. صدر ألبوم الفرقة الثاني بعنوان «الصرخة بهدف النار» في 29 يناير 2008 واحتل لأول مرة المركز الرابع في قائمة منصة بيلبورد 200. ثم صدر الألبوم الثالث للفرقة بعنوان «حمى» في 26 أبريل 2010، واحتل لأول مرة المركز الثالث في قائمة منصة بيلبورد 200. أصدرت الفرقة بعد ذلك ألبومها الرابع في 8 فبراير 2013 بعنوان «تيمبر تيمبر»، والذي بلغ ذروته حين احتل المرتبة 13 في قائمة منصة بيلبورد 200. أصدرت الفرقة ألبومها الخامس في 14 أغسطس 2015 بعنوان «فينوم»، والذي بلغ ذروته حين جاء في المرتبة 8 في قائمة منصة بيلبورد 200. أصدرت الفرقة ألبومها السادس في 29 يونيو 2018 بعنوان جاذبية، ثم أصدرت بعد ذلك ألبومها السابع في 5 نوفمبر 2021 بعنوان bullet for my valentine, بلغ ذروته حين جاء في المرتبة 1 في قائمة UK Metal 2021, وقد نال آراء إيجابية على عكس الألبوم السابق.
باعت الفرقة أكثر من مليون ألبوم في الولايات المتحدة الأمريكية وأكثر من 3,000,000 ألبوم في جميع أنحاء العالم. وتعد فرقة بوليت فور ماي فالنتاين صاحبة أكثر الأعمال نجاحًا في مهرجان كيرانج حيث فازت بجائزة المهرجان لفئة أفضل فرقة موسيقية بريطانية لثلاثة مرات.